# Misty Upham
Misty Upham, född 6 juli 1982 i Kalispell i Montana, död 5 oktober 2014 nära Auburn i Washington, var en amerikansk skådespelare.
Upham hade bland annat roller i Frozen River (2008), Django Unchained (2012) och En familj – August: Osage County (2013). För sin roll som Lila Littlewolf i Frozen River nominerades hon till en The Independent Spirit Awards.
Upham hörde till den amerikanska ursprungsbefolkningen svartfotsindianerna. 16 oktober 2014 hittades hon död i en ravin efter att ha anmälts saknad en dryg vecka tidigare.